# Petra Vajdová
Petra Vajdová (* 29. duben 1985 Martin) je slovenská divadelní a televizní herečka a dabérka, neteř slovenského herce Jozefa Vajdy.

## Filmografie
- Ordinácia v ružovej záhrade (2007)
- Chlapci neplačú (2013)
- Búrlivé víno (2016)
- Dektetiv Dušo (2018)